# Аллабердыев, Байрам
Байрам Аллабердыев (туркм. Bayram Allaberdiyew; 15 мая 1916, село Джебел, Закаспийская область — 2 июня 1978, Небит-даг) — буровой мастер объединения «Туркменнефть», лауреат Ленинской премии (1962), Герой Социалистического Труда (1971).

## Биография
Родился 15 мая 1916 года в селе Джебел Красноводского уезда Закаспийской области (ныне — Туркменбашийский этрап, Балканский велаят, Туркмения).
С 1933 года работал в колхозе имени Калинина Красноводского района, затем — грузчиком в тресте «Туркменнефть».
С сентября 1941 г. сражался на фронтах за освобождение Украины и Кавказа, участвовал в боях против милитаристской Японии. После окончания войны служил в пограничных войсках, демобилизовался в 1947 г.
С июня 1947 г. работал в конторе бурения треста «Туркменнефть» рабочим, затем помощником бурильщика, бурильщиком. В 1962 году ему было присвоено звание лауреата Ленинской премии за участие в открытии уникального Котурдепинского месторождения нефти.
Достиг выдающихся трудовых показателей. Досрочно выполнил личные социалистические обязательства и плановые задания Восьмой пятилетки (1966—1970). 30 марта 1971 года Указом Президиума Верховного Совета СССР удостоен звания Героя Социалистического Труда «за выдающиеся заслуги в выполнении заданий пятилетнего плана по добыче нефти и достижение высоких технико-экономических показателей в работе» с вручением ордена Ленина и золотой медали Серп и Молот.
Неоднократно избирался депутатом городского Совета народных депутатов, членом ВЦСПС, Туркменского совета профсоюзов.
Умер 2 июня 1978 года в Небитдаге после продолжительной болезни.

## Награды
- Медаль «За оборону Кавказа»
- Медаль «За победу над Германией в Великой Отечественной войне 1941—1945 гг.»
- Медаль «За победу над Японией»
- Ленинская премия (1962) — за открытие Котурдепинского месторождения нефти
- Медаль «Серп и Молот» Героя Социалистического Труда (1971).

## Память
- Именем Б. Аллабердыева названа улица в городе Балканабад.